# Synagoga Majera Kirszbauma w Łodzi
Synagoga Majera Kirszbauma w Łodzi – prywatny dom modlitwy znajdujący się w Łodzi przy ulicy Północnej 25.
Synagoga została zbudowana w 1909 roku z inicjatywy Majera Kirszbauma. Mogła ona pomieścić 40 osób. Podczas II wojny światowej hitlerowcy zdewastowali synagogę.